# Mieczysław Batsch
Mieczysław Batsch (Leopoli, 1º  gennaio 1900 – Przemyśl, 27 settembre 1977) è stato un calciatore polacco, di ruolo attaccante.

## Carriera

### Club
Ha giocato tutta la carriera nel campionato polacco.

### Nazionale
Con la Nazionale ha preso parte alle Olimpiadi del 1924.